# Benvinguts al nord
Benvinguts al nord (títol original en francès: Bienvenue chez les Ch'tis) és una pel·lícula francesa dirigida i interpretada per Dany Boon l'any 2008. Aquesta pel·lícula ha estat doblada al català central i al valencià.
És la pel·lícula francesa més taquillera de la història del cinema de França. En les seves sis primeres setmanes de projecció va aconseguir atraure 17.645.132 d'espectadors, destronant a La Grande Vadrouille la qual, amb els 17,21 milions d'espectadors aconseguits el 1966, havia aconseguit mantenir-se al capdavant de la llista de pel·lícules franceses més taquilleres de França durant més de 40 anys.
El 20 de maig de 2008 la pel·lícula va sobrepassar els 20 milions d'espectadors, xifra amb la qual amenaçava el rècord total d'espectadors aconseguit per una pel·lícula (francesa o estrangera) a França, ostentat per Titanic (1997), amb 20,7 milions d'espectadors al seu haver. Això no obstant, la cinta de Dany Boon va finalitzar el 2008 amb aproximadament 20,46 milions d'entrades venudes, amb la qual cosa no va poder destronar la pel·lícula de James Cameron.

## Repartiment
- Kad Merad - Philippe Abrams, cap de l'oficina de correus
- Dany Boon - Antoine Bailleul, carter i artista
- Zoé Félix - Julie, esposa de Philippe Abrams
- Lorenzo Ausilia-Foret - Raphaël Abrams
- Anne Marivin - Annabelle Deconninck
- Philippe Duquesne - Fabrice Canoli
- Guy Lecluyse - Yann Vandernoout
- Patrick Bosso - Policia a l'A7
- Zinedine Soualem - Momo
- Jérôme Commandeur - Inspector Lebic
- Line Renaud - la mare d'Antoine
- Michel Galabru - l'oncle de Julie
- Stéphane Freiss - Jean
- Alexandre Carrière - Tony
- Jenny Clève - La senyora vella que canta el P'tit quinquin (Himne francès del nord)
- Fred Personne - M. Vasseur
- Christophe Rossignon
- Guillaume Morand